# Langues en Océanie

Carte sociolinguistique des langues polynésiennes au XXI (en rouge : français langue officielle, véhiculaire ou/et langue maternelle. Non inclus : Vanuatu, officiellement multilingue)

Les langues parlées en Océanie appartiennent en majeure partie à trois grands groupes : la famille des langues austronésiennes, ainsi que les diverses langues aborigènes d'Australie et papoues, ces deux dernières ne constituant pas des familles de langues à proprement parler. La colonisation a apporté d'autres langues dans la région, notamment l'anglais et le français.

## Langues aborigènes d'Australie
La majeure partie des langues aborigènes d'Australie appartiennent à la famille des langues pama-nyungan. On ne trouve de langues non-pama-nyungan que dans le nord de l'île, à cheval sur l'Australie-Occidentale, le Territoire du Nord et le Queensland, où se concentrent de nombreuses familles de langues distinctes. La très grande majorité des langues aborigènes est menacée.

## Langues austronésiennes
Les langues austronésiennes sont parlées de Madagascar à l'île de Pâques. Plusieurs ont le statut de langue officielle dans le pays où elles sont parlées, comme le fidjien aux Fidji, le gilbertin aux Kiribati, le maori en Nouvelle-Zélande, le nauruan à Nauru ou le samoan aux Samoa.

## Langues papoues
Les langues papoues sont parlées en Nouvelle-Guinée et sur certaines îles voisines. Il ne s'agit pas d'une famille de langues, mais d'un simple regroupement des langues de cette partie du monde qui ne sont ni australiennes, ni austronésiennes.

## Langues coloniales
Les langues indo-européennes (français, anglais, etc.) sont arrivées dans la région à l'époque coloniale.
Plusieurs créoles et pidgins issus de la rencontre entre les langues coloniales et autochtones se sont développés dans la région. Certains ont un statut de langue officielle, comme le bichelamar au Vanuatu.

## Autres langues
Les langues tasmaniennes se sont éteintes au début du XXe siècle.